# Reference
En reference er en henvisning, som er en relation mellem objekter, i hvilket det ene objekt forbindes ved at referere til et andet objekt.
Relationer af denne art kan forekomme i forskellige sammenhænge inden for IT, tidsbegreber, videnskab, kildehenvisninger, kunst, undervisning og andet.
Objektet der refereres til kaldes en referent.
Specielt inden for forretningsnetværk (business networks) bliver der arbejdet med referencer. Dvs. der bliver givet forretningsmuligheder til hinanden som åbner døre til potentielle kunder. Når man giver en forretningsmulighed videre til en forretningspartner kaldes dette for at give en reference. I Danmark findes der mange netværksgrupper som arbejder professionelt med referencer på denne måde.